# Libro de la montería

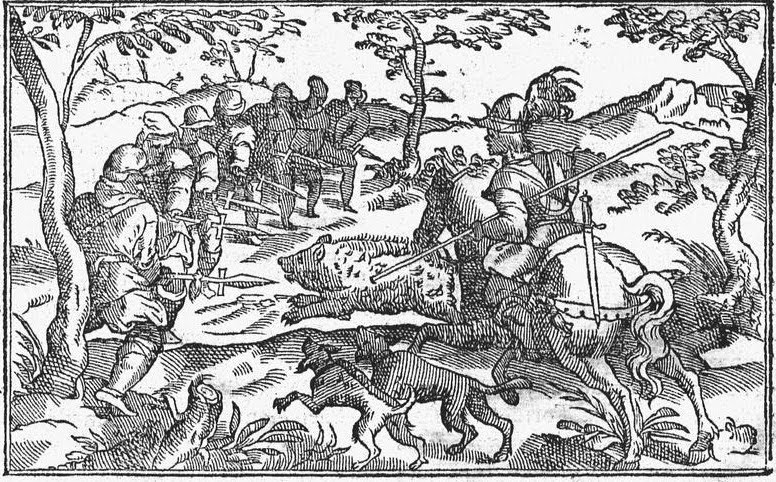
Grabado del Libro de la montería, siglo, obra de Juan de Arfe y Villafañe y Mateo Pérez de Alesio.

El Libro de la montería es una obra dividida a su vez en tres libros y con treinta y nueve grabados, en los que se describen minuciosamente y con gran detalle tanto los bosques y montes hispanos de la época del rey Alfonso XI (siglo XIV), su riqueza arbórea y su abundancia en animales que fueran idóneos para la caza o montería, la cual era uno de los pasatiempos predilectos de la nobleza.
El libro se escribió durante el reinado y por encargo de Alfonso XI de Castilla. Se trata de un libro continuador de la tradición existente hasta el momento de recopilar datos sobre la caza mayor y castas de perros que se empleaban en las monterías que se inició en el reinado de Alfonso X el Sabio, así como las enfermedades y curas caninas y la descripción de los montes donde era posible celebrar cacerías reales.
La versión más completa del libro se conserva en el Monasterio de El Escorial. El texto que ha llegado hasta nuestros días es de los tiempos de Pedro I el Cruel y contiene añadidos del siglo XVI sobre corridas de toros y luchas de fieras.
El libro fue escrito por encargo del monarca, pero la autoría de partes del libro pueden atribuirse al propio rey Alfonso XI, dado que era una persona experimentada en caza y con formación académica, pero dada la minuciosidad de la obra y las buenas descripciones de cada uno de los montes, nombres de los términos y de los parajes, se considera que parte de la obra proviene de informes de cazadores a los que el rey consultaba.
Se trata de una obra de gran valor, puesto que el libro nos ofrece una descripción detallada y antigua del territorio español. No existe una obra similar a nivel europeo, salvo el Libro de la cetrería de Federico II Hohenstaufen, quien fue rey de Sicilia entre el siglo XII y el siglo XIII.